# 宁波籍上海人
“宁波籍上海人”是一些宁波裔人士对宁波裔上海人的称呼，是一个人文地理概念，或称“上海宁波人”或“沪上宁波人”，泛指在上海活动、生活、创业的宁波籍人士，广义并包括在上海市土生土长但籍贯在宁波的人士。另一与此概念相似的群体是“香港宁波人”。

## 宁波籍的定义
宁波籍是一个宽泛概念，包含历史文化因素，因为宁波市的行政区划在近代有较大变动，包括原清朝后期民国时期的宁波定海县单独立市成为今天的舟山市，行政中心在今天的舟山市定海区。旧宁波府，旧宁波市包括鄞县（即今宁波市鄞州区和海曙区），慈溪县（今慈溪市部分地区和江北区部分区域）、镇海县（今镇海区，旧镇海县包括今天的北仑区和慈溪市东部）、奉化县（今奉化区）、象山县和舟山地区（如定海县，今舟山市，于1987年单独立市）。宁波地区东界为六童岭，西陲为四明山，北有姚江，南有王家岭。原属绍兴府（今绍兴市）的余姚，原属台州府（今台州市）的宁海划入宁波市管辖（余姚市、宁海县辖境历史上数易隶属于宁波或台州）。

## 历史
明朝中后期，已有数量可观的宁波人前往上海（当时并未单独立市）活动。清朝末年，民国时期，这一人口移动达到高潮。自清朝末年上海开埠以来，有大量宁波籍人士离开家乡（浙江宁波地区），前往上海寻找工作和生意机会、创业。
大量宁波人士在上海结成同乡团体，成为当时上海重要的一支群众力量和工商业力量。这些宁波同乡团体中著名的有“四明公所”，“四明”为宁波绍兴地区的古地名，引自浙东四明山脉。众多宁波籍人士在上海也是一支重要的反抗西方资本主义剥削的重要力量，并发起了数次意义深远影响重大的群体罢工反抗事件，在中国近代史上留下了浓重一笔，为历史所铭记。其中著名的有“四明公所事件”，包括“第一次四明公所事件”和“第二次四明公所事件”。宁波籍工商业人士也在上海成立了“宁商总会”，为推翻清朝统治和辛亥革命贡献了力量。
现在一般认为，著名的“宁波帮”或“宁波商帮”群体成型并首先壮大于上海。宁波帮为大上海的崛起和发展做出了卓越贡献。现在上海居民中有较大一部分为宁波移民的后代。宁波文化也深远影响了上海文化，或称海派文化。上海方言中著名的“阿拉”一词以及一些粗话脏话（宁波话在上海以刚硬著称，而同样影响上海话的苏州话则是典型的吴侬软语）即源自宁波话，可见宁波方言对上海话的影响。宁波籍著名艺术家，包括著名书法家沙孟海，著名画家潘天寿等等，对海派文化、海派书画艺术的成型与发展壮大起到了巨大推动作用。
由于20世纪40年代的动乱，包括抗日战争和国共内战，很多宁波人从上海迁往世界各地，包括后来崛起为亚太商业中心的香港。在香港扎根、活动、创业的宁波人时常被称为“香港宁波人”。香港宁波人为第二次世界大战后香港的崛起起到了推动作用，这方面的代表人物有香港影视业的邵逸夫。

## 与上海其他族群的关系
20世纪初上海的宁波移民排斥苏北移民的现象，曾经引起英国社会学家的关注。

## 在上海的人口比例
宁波与上海两城市历史上渊源极深，近代有大量宁波人移民上海，现今上海人口中，宁波籍占有显著比例。
- 上海浦东发展银行首任董事长庄晓天在2006年接受《瞭望东方周刊》记者采访时曾有过统计性描述：“1927年，上海人口激增到264万余人，这一时期也正是宁波人大量移民上海的第一次高潮。据统计，当时在上海的宁波人已达四十余万人，约占上海总人口的1/6。到上海战役前夕的1948年，上海总人口约为498万，其中宁波人约有一百万”[3]。据此推知，1920年代，宁波裔上海人占上海总人口约六分之一；中华人民共和国成立前后，宁波裔上海人占上海总人口约五分之一强。[4]
- 有不少资料显示“宁波人及宁波人后裔占现今上海人口的四分之一到三分之一，为上海人口第一大来源”。[5][6][7]
- 上海表演艺术家周立波在《海派清口》中认为现今上海人中宁波裔为最多。[8]

## 轶事
老上海街道命名仅有两条道路以中国实业家的名字命名：
- 虞洽卿路：现在上海市西藏中路。1936年10月1日以宁波籍上海实业家虞洽卿的姓名命名，当时命名仪式盛况空前。1943年取消。[9][10]
- 朱葆三路：今上海市溪口路，位于今天上海市金陵东路和延安东路之间。街道长度140多米，旧称朱葆三路。[9]

## 著名代表

### 工商业人物
| - 楊坊（清末上海首富） - 虞洽卿（“海上闻人”、“阿德哥”） - 朱葆三（清末首富） - 严信厚 - 周晋镳 - 叶澄衷（五金大王） - 俞佐庭 - 金润庠 （中国烟草业先驱） - 方椒伯 - 方液仙（国货大王、轻工大王） - 任士刚（汗衫大王） - 刘鸿生（火柴大王） - 刘念义 - 项松茂（制药大王） - 黄楚九（新药大王） - 秦润卿（钱业巨擘） - 徐大统（纸业大王） - 周祥生 （出租车大王） - 钱齐云（运输大王） - 徐圣禅 | - 厉树雄 - 王槐山（滙豐首任華人買辦） - 王伯元（金子大王） - 黄振世（渔业大王） - 蒉延芳 - 包达三 - 余名钰（钢铁大王） - 王生岳（铣床大王） - 张逸云（酱业大王、味精大王） - 王性尧 - 俞佐宸 - 胡西园（中国电灯之父） - 宋汉章（中国银行业奠基人） - 董汉槎（中国保险业先驱） - 竺梅先（中国烟草业先驱） - 鲍咸恩（商务印书馆创办人） - 鲍咸昌（商务印书馆总经理） - 陈楚湘 - 孙衡甫 - 陈笙郊 | - 劉念義 - 顾宗瑞 - 盛丕华 - 谢纶辉 - 叶琢堂 - 林康侯 - 袁禮敦 - 谢光甫 - 张迥伯 - 谢恒昌（煤炭大王） - 严子均 - 谢韬甫 - 邵亦波 - 李克麟 - 谢企华 - 庄晓天 - 陆吉安 - 戎光道 - 胡平西 - 叶立培（地产大王） |

### 政治人物
- 中華民國總統：蒋中正、蒋经国
- 中華人民共和國党和国家领导人：乔石（定海），安子介（定海），董建华（定海），丁光训（定海）
- 港澳领导人：安子介（定海），董建华（定海），范徐丽泰（镇海），曹其真（鄞县）
- 其他地方领导人：杜家毫（鄞县）
- 上海领导人：
  - 明朝上海县知县：方佐（宁波府人，1426年－1434年在任），汪直卿（鄞县人，1490年－1493年在任），董鑰（鄞县人，1493年－1497年在任），徐潭（定海人，1507年－1509年在任），杜鍷（鄞县人，1534年－1535年在任），
  - 清朝上海县知县：叶机（岱山人，原属宁波府），蓝蔚雯（定海人，原属宁波府），朱璜（慈溪人），邵友濂（“上海道台”）
  - 沪军都督府：李徵五（上海市政厅长）
  - 沪海道尹：周晋镳、张寿镛、李祖夔（上海县知事兼沪海道尹）
  - 上海特别市临时市政府：虞洽卿
  - 上海临时政委：杨贤江（余姚）
  - 上海特别市市长：傅筱庵
  - 中共上海地委书记：张承宗
  - 中共上海市委书记、市长：陈良宇、韩正（慈溪）

### 艺术家
- 赵叔孺：海派篆刻大师
- 沙孟海：著名书法家、篆刻家、艺术理论家
- 潘天寿：著名国画家、艺术教育家
- 陈逸飞：油画大师

### 影视界
- 袁牧之
- 袁仰安（镇海）
- 张石川（鄞县）
- 王家卫（定海）
- 沈殿霞
- 王志文（奉化）
- 冯绍峰（奉化）
- 王丹凤（鄞县）
- 陈思思
- 周立波（镇海）

### 文人作家
- 柔石（左联五烈士）
- 殷夫（左联五烈士）
- 邵洵美（新月派）
- 穆时英（新感觉派）

### 科技人物
- 谈家桢
- 杨福家

### 著名家族
- 桕墅方家
- 小港李家
- 斜桥邵家
- 费市严家

### 帮派人物
- 黄金荣（“上海三大亨”之首）
- 张啸林（“上海三大亨”之一）
- 應桂馨（青帮“大”字辈）
- 李徵五（青帮“大”字辈）
- 黄振世（青红两面人物）